# 大時計 (映画)
『大時計』（おおどけい 原題：The Big Clock）は、1948年制作のアメリカ合衆国のサスペンス映画。ジョン・ファロー監督、レイ・ミランド主演。タイトルの大時計とは、主人公が勤める会社の建物にある大きな時計塔を指し、クライマックスで意味を持ってくる。
1987年、舞台を国防総省に変更するなど設定を変え、ケビン・コスナー主演で『追いつめられて』としてリメイクされた。

## ストーリー
犯罪雑誌の編集長ストラウドは、ニューヨークにある出版社のビルのロビーの大時計の中に隠れている。36時間前、ストラウドはウェストバージニア州への家族旅行を仕事に優先したことで、横暴な社長ジャナスと揉めて解雇された。失職したストラウドはバーで出会った、ジャノスの愛人ヨークと酒を飲むが、そのせいで列車に乗り遅れ、家族においていかれてしまう。バーを回り、ヨークの部屋で酔いから覚めたストラウドは、ジャナスが彼女を訪ねてきたのでこっそりと部屋を後にする。その際、ジャノスはそれがストラウドだとは知らぬまま、去っていく「男」の姿には気づいていた。その後、ヨークと口論になったジャナスは、衝動的に彼女を殺害する。
ジャナスは補佐のヘーゲンに相談し、自首しようとするが、ヘーゲンはジャナスが見かけた「男」を犯人に仕立て上げるように提案する。そして、ジャナスがストラウドを雇い戻し、犯罪雑誌の人員を使い、その「男」を捜索する計画を立てたことで、ストラウドは自分自身を追いかけるフリをすることになってしまう。
調査が進み、ヨークと共にいた「男」の目撃証言が集まる。出版社のビルの中で「男」の目撃者がストラウドを見かけたため、ビルは封鎖されてしまい、ストラウドは大時計の内部に一時隠れる。ストラウドはヘーゲンが事件現場から回収していた自分のハンカチを見つけ、ヘーゲンが犯人である証拠として突きつける。ジャナスはその証拠をあっさり受け入れ、ヘーゲンに罪をなすりつけようとするが、ヘーゲンが激怒し、ジャナスが真犯人であることを暴露する。ジャナスはヘーゲンを撃って逃げ出すが、エレベーターシャフトに転落して命を落とす。ストラウドは警察に電話をかけ、事件は幕を閉じる。

## キャスト
- ジョージ・ストロード：レイ・ミランド
- アール・ジョナス：チャールズ・ロートン
- ジョジェット・ストロード：モーリン・オサリヴァン
- ヘイゲン：ジョージ・マクレディ
- ポーリン：リタ・ジョンソン
- レイ：ダン・トービン
- ビル：ハリー・モーガン
- ルイーズ：エルザ・ランチェスター